# Kélian Nsona
Kélian Nsona (Ivry-sur-Seine, 11 mei 2002) is een Frans voetballer van Congolese afkomst die doorgaans als linksbuiten speelt. Hij verruilde in de winter van 2022 SM Caen, waar hij zijn debuut maakte in het profvoetbal, voor Hertha BSC. Die club verhuurt Nsona in het seizoen 2024/25 aan FC Emmen.

## Clubcarrière

### SM Caen
Nsona speelde in de jeugd voor US Ivry en Paris FC en kwam in 2017 als vijftienjarige in de jeugdopleiding van SM Caen. Op 16 november 2019 maakte Nsona tegen Mûrs-Erigné zijn debuut voor de club in de Coupe de France. Op 2 december maakte hij tegen AS Nancy ook zijn debuut in de competitie. Hij begon het seizoen 2020/21 als basisspeler bij Caen en maakte op 18 december tegen USL Dunkerque zijn eerste doelpunt in de Ligue 2. In totaal speelde hij 37 wedstrijden voor Caen, waarin hij tweemaal scoorde.

### Hertha BSC
Op 31 januari 2022 maakte Nsona de overstap van SM Caen naar Hertha BSC, dat een half miljoen euro voor hem neerlegde. Hij ging daar in het tweede elftal spelen. In de tweede seizoenshelft van 2023/24 werd hij verhuurd aan MŠK Žilina, waar hij acht wedstrijden speelde.

### FC Emmen
In augustus 2024 werd bekend dat FC Emmen Nsona voor één seizoen zou huren van Hertha BSC. Hij maakte op 9 augustus tegen FC Dordrecht zijn debuut voor de club. Op 16 september scoorde hij tegen Vitesse zijn eerste doelpunt voor FC Emmen. Op 18 oktober scoorde hij een hattrick: in een 3-0 overwinning op FC Eindhoven was hij verantwoordelijk voor alle doelpunten.

## Clubstatistieken
| Seizoen | Club          | Competitie           | Competitie | Competitie | Beker | Beker | Overig | Overig | Totaal | Totaal |
| Seizoen | Club          | Competitie           | Wed.       | Dlp.       | Wed.  | Dlp.  | Dlp.   | Dlp.   | Wed.   | Dlp.   |
| ------- | ------------- | -------------------- | ---------- | ---------- | ----- | ----- | ------ | ------ | ------ | ------ |
| 2019/20 | SM Caen       | Ligue 2              | 5          | 0          | 2     | 0     | –      | –      | 7      | 0      |
| 2020/21 | SM Caen       | Ligue 2              | 30         | 2          | 0     | 0     | –      | –      | 30     | 2      |
| 2023/24 | Hertha BSC II | Regionalliga Nordost | 6          | 0          | 0     | 0     | –      | –      | 32     | 0      |
| 2023/24 | → MŠK Žilina  | Niké Liga            | 8          | 0          | 1     | 0     | –      | –      | 9      | 0      |
| 2024/25 | → FC Emmen    | Eerste Divisie       | 20         | 7          | 1     | 0     | 0      | 0      | 21     | 7      |
| Totaal  | Totaal        | Totaal               | 69         | 9          | 4     | 0     | 0      | 0      | 73     | 9      |

## Interlandcarrière
Nsona speelde interlands voor de jeugdelftallen van Frankrijk onder 17 en onder 18.
1 Hoekstra ·
2 Soares ·
3 Vos ·
4 Te Wierik  ·
5 Geypens ·
6 Mulder ·
7 Rhein ·
8 Bakir ·
10 Hawkins ·
11 Landu ·
12 Quispel ·
14 Van Manen ·
16 Ten Brinke ·
16 Norder ·
16 Wanki ·
17 Hekkert ·
18 Evina ·
20 Kade ·
21 Nunumete ·
22 Martin ·
23 Hammouti ·
24 Nsona ·
26 Wagner ·
27 Schouten ·
28 Jalving ·
34 Bolk ·
38 Unbehaun ·
46 Eduardo ·
Coach: Arts
· Assistent-coach: Hegeman
· Assistent-coach: Van der Linden
· Keeperstrainer: Sulmann